# L'immunità di gregge
L'immunità di gregge è un singolo discografico del cantautore e comico italiano Checco Zalone pubblicato il 1º maggio 2020.

## Antefatti
La canzone è stata scritta attraverso Skype con il tastierista Antonio Iammarino e Giuseppe Saponari, fonico che ha curato sia il missaggio che l'arrangiamento. La registrazione ha richiesto un periodo di circa due settimane, durante le quali i musicisti e i coristi hanno registrato ognuno all'interno della propria abitazione, al termine il brano è stato inviato a Forlì per la masterizzazione presso «La Maestà Studio» di Giovanni Versari.

## Descrizione
La canzone viene scritta e pubblicata durante la pandemia di COVID-19, argomento sul quale verte la canzone, infatti il tema trattato è quello della separazione di due fidanzati divisi a causa del virus, con lui che è costretto ad aspettare prima di consumare il rapporto promessogli dalla fidanzata. Questa, sia nei suoni che nelle immagini, è anche un omaggio a Domenico Modugno, del quale l'artista riprende le sembianze e il modo di cantare.

## Tracce
1. L'immunità di gregge – 2:29 (testo: Luca Medici e Antonio Iammarino – musica: Luca Medici e Giuseppe Saponari; edizioni musicali Officine Musicali)

## Formazione musicale e produzione
- Giuseppe Saponari – missaggio
- Giovanni Versari – mastering presso La Maestà Studio
- Felice di Turi – batteria
- Gabriele Cannarozzo – basso
- Davide Aru – chitarre
- Antonio Iammarino – tastiere
- Pietro Corbascio – tromba
- Chiara Calderale – cori

## Video musicale
Il video musicale che a differenza del singolo è stato pubblicato il 30 aprile, è stato realizzato con la collega Virginia Raffaele, che li vede collaborare per la prima volta, ognuno nella propria residenza ed entrambi come registi oltre che attori. Le riprese sono state poi montate da Pietro Morana. In tre giorni il video della canzone ha avuto un ottimo successo con circa cinque milioni di utenti raggiunti su Facebook (con 2,5 milioni di visualizzazioni), oltre due milioni di visualizzazioni su YouTube, finendo fin da subito al primo posto delle tendenze e diventando uno dei brani più ascoltati di Spotify ed Apple Music.

### Produzione
- Checco Zalone – attore e regista
- Virginia Raffaele – attrice e regista
- Dionisio Beatrice – grafica
- Pietro Morana – montaggio
- Irina – comparsa